# Wallace Harrison
Wallace Kirkman Harrison (Worcester, 28 settembre 1895 – New York, 2 dicembre 1981) è stato un architetto statunitense.

## Biografia
Harrison iniziò la sua carriera professionale con lo studio Corbett, Harrison & MacMurray, partecipando alla costruzione del Rockefeller Center. Ha partecipato a grandi progetti pubblici a New York City anche per merito della sua relazione di amicizia con Nelson Rockefeller per il quale ha lavorato come consulente.

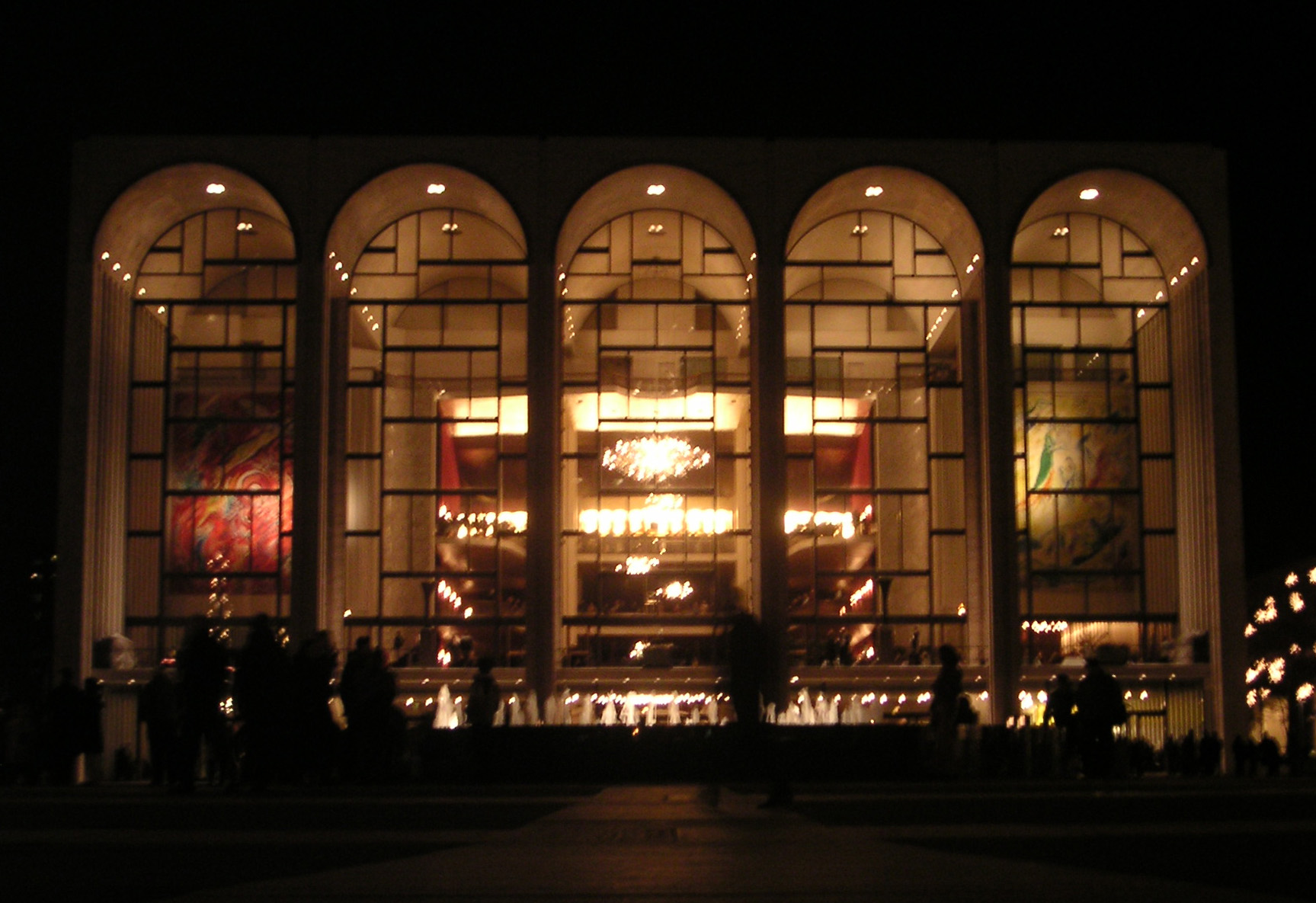
Metropolitan Opera House a New York

Direttore dei lavori alla sede dell'ONU dal 1945 al 1950, diresse con Max Abramovitz un celebre studio di architettura di uffici (Harrison & Abramowitz) dal 1941 al 1976.
Nel 1967 gli venne conferita la Medaglia d'oro AIA.

## Progetti principali

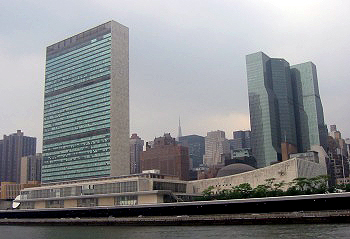
La sede delle Nazioni Unite a New York City

- Rockefeller Center, membro dell'"Associated Architects", 1931-1971
- I Rockefeller Apartments, commissionati da Nelson Rockefeller, di fronte al Museum of Modern Art Sculpture Garden, 1936
- L'installazione Trylon and Perisphere per la 1939 New York World's Fair
- Il Corning Museum of Glass, Corning, New York, 1951
- Il Time-Life Building presso il Rockefeller Center, New York City, 1959
- Il Nelson A. Rockefeller Empire State Plaza, Albany, New York, suo ultimo grande progetto, 1959–1976
- Hopkins Center for the Arts, Dartmouth College, i cui dettagli furono la premessa per il Metropolitan Opera House, 1962
- Capo architetto per l'Ufficio delle Nazioni Unite a New York, dove coordinò il lavoro di un team di architetti internazionale fra i quali Sven Markelius, Le Corbusier e Oscar Niemeyer, 1952
- Erieview Tower, Cleveland, Ohio, 1963
- Il New York Hall of Science presso la 1964 New York World's Fair
- La torre del controllo aereo presso l'aeroporto LaGuardia (1964) (demolitan nel 2011)[3]
- Hilles Library, Università di Harvard, 1965
- La Metropolitan Opera House ed il master plan per il Lincoln Center, dove coordinò il lavoro di Pietro Belluschi, Gordon Bunshaft, Philip Johnson ed Eero Saarinen, 1961-1966 (Inaugurazione nel 1966)
- master plan per Battery Park City, New York City, 1966
- 1221 Avenue of the Americas (ex McGraw-Hill Building) presso il Rockefeller Center, 1969
- L'Exxon Building presso il Rockefeller Center, 1971
- La National City Tower, Louisville, Kentucky, 1972
- La residenza Jasna Polana a Princeton, circa 1975